# Sisko Hanhijoki
Sisko Hanhijoki (Finlandia, 25 de abril de 1962) es una atleta finlandesa retirada especializada en la prueba de 60 m, en la que consiguió ser medallista de bronce europea en pista cubierta en 1989.

## Carrera deportiva
En el Campeonato Europeo de Atletismo en Pista Cubierta de 1989 ganó la medalla de bronce en los 60 metros, con un tiempo de 7.23 segundos, tras la neerlandesa Nelli Fiere-Cooman  (oro con 7.15 segundos) y la francesa Laurence Bily.